# Ина Ласовска
Ина Ласовска (рус. Инна Александровна Ласовская; 17. децембар 1969, Москва) бивша је руска атлетичарка специјалиста за троскок, Заслужни мајстор спорта Русије.
Чланица је московског Спортског клуба Луч. У репрезентацији Русије је од 1993. године и већ деби сезони, осваја прву медаљу — бронзану на Светско првенство у атлетици у двораниојио је прву награду - у бронзе на Светском првенству у дворани у Торонту.
Следеће године, освојила је Европском првенство у дворани у Паризу, а на Европском првенству на отвореном. у Хелсинкију је била друга. Године 1995. на Светском првенству на отвореном у Гетеборгу, била је четврта, са одличним резултатом - 14,90 м.
Године 1996. и 1997. су биле су најбоље у њеној спортској каријери. У јуну 1996, на такмичењу у Мадриду по први пут је прекинула линију од 15 метара, реззултатом 15,08. Месец дана касније, на Олимпијским играма 1996 у Атланти, скок од 14,98 осваја сребро, изгубивши од украјинке Инесе Кравец.
Године 1997. Ласовска је освојила Светско првенство у дворани у Паризу, а исте године је постигла свој најбољи резултат 15,09. Међутим, на врхунцу форме у припреми за Светско првенство у атлетици на отвореном 1997. је тешко повређена (пуцање Ахилове тетиве, због чега је била присиљена на паузу од две године.
Лисовска се породила 1998. и добила сина.
Вратила се на атлетска такмичења 1999, али до 2002. није могла достићи раније резултате, па је завршила каријеру.

## Значајнији резултати у троскоку
| Год. | Такмичење                       | Место              | Пласман | Резултат |
| ---- | ------------------------------- | ------------------ | ------- | -------- |
| 1993 | Светско првенство у дворани     | Торонто Канада     | 3       | 14,35    |
| 1994 | Европско првенство у дворани    | Париз Француска    | 1       | 14,88    |
| 1994 | Европско првенство на отвореном | Хелсинки Финска    | 2       | 14,85    |
| 1995 | Светско првенство на отвореном  | Гетеборг Шведска   | 4       | 14,90    |
| 1995 | ИААФ финале                     | Монако             | 3       | 14,59    |
| 1996 | Олимпијске игре                 | Атланта САД        | 2       | 14,98    |
| 1997 | Светско првенство у дворани     | Париз Француска    | 1       | 15,01    |
| 2000 | Олимпијске игре                 | Сиднеј, Аустралија | 9 кв.   | 13,75    |

### Лични рекорди
- на отвореном:

троскок — 15,09 m 13. мај 1997, Валенсија, Шпанија
- у дворани

троскок — 15,01 m 8. март 1997, Париз, Француска